# نهائي كأس الخليج العربي 2009
نهائي كأس الخليج العربي لكرة القدم 2009 هي مباراة تحديد الفائز ببطولة خليجي 19 اقيمت في 17 يناير 2009 في مدينة مسقط على ملعب مجمع السلطان قابوس الرياضي وفزت عمان بضربات الترجيح.